# 池川志郎
池川 志郎（いけがわ しろう、1957年8月25日 - ）は、日本の医学研究者。専門は医科遺伝学、ゲノム医科学。骨系統疾患コンソーシウムの創設者。ラグビー好きの科学者として知られている。東京大学ラグビー部のOB、不惑クラブのメンバー。

## 来歴
1983年東京大学医学部を卒業。臨床医としては、東京大学、心身障害児総合医療療育センターで小児整形外科医として勤務。日本整形外科学会認定専門医（1990年〜）、日本人類遺伝学会認定臨床遺伝専門医（2002年〜）。整形外科医として、日本で最初の遺伝カウンセリング資格保持者。基礎研究者としては、癌研究所生化学部の研究生を経て、2000年より理化学研究所・遺伝子多型研究センター・変形性関節症研究チーム（2018年より、生命医科学研究センター・骨関節疾患研究チームと改称）、チームリーダーに就任。

## 経歴
- 1957年　兵庫県西宮市甲子園生まれ
- 1970年　吹田市立山田第二小学校卒業
- 1973年　吹田市立山田中学校卒業
- 1976年　大阪府立茨木高校卒業
- 1976年　慶應義塾大学医学部入学
- 1977年　東京大学理科III類入学
- 1983年　東京大学医学部医学科卒業。東京大学整形外科入局。関連病院にて研修。
- 1990年　東京大学医学部附属病院整形外科・医員、東京女子医科大学・第２内科（成長科学協会）・研究生（～1991年2月）
- 1991年　心身障害児総合医療療育センター整形外科・医員
- 1992年　同上・医長　（～1995年1月）
- 1993年　癌研究会癌研究所生化学部・研究生（～1994年）
- 1995年　文部教官助手、東京大学医科学研究所・分子病態研究施設
- 1996年　文部教官助手、東京大学医科学研究所・ヒトゲノム解析センター・シーケンス技術開発分野　同年10月　東京大学医学博士　「Isolation,characterization and chromosomal assignment of the human colligin-2 gene (CBP2)（ヒトcolligin-2遺伝子 (CBP2) の単離、構造解析、及び染色体マッピングに関する研究）」
- 2000年　理化学研究所・遺伝子多型研究センター・変形性関節症関連遺伝子研究チーム（2018年4月より、生命医科学研究センター・骨関節疾患研究チームと改称）・チームリーダー
- 2023年　理化学研究所・生命医科学研究センター・客員主幹研究員

香港大学・名誉教授、北海道大学、千葉大学、台北医学大学、Kasturba医科大学の客員教授。東京大学医科学研究所・ゲノム診療部、および愛媛大学医学部の非常勤講師。日本人類遺伝学会、日本骨代謝学会の評議員。

## 研究業績
骨系統疾患（先天性の骨・軟骨疾患）の遺伝子解析、骨・関節の"ありふれた疾患" (common disease) のゲノム解析を行い、数多くの疾患遺伝子、疾患感受性遺伝子を発見している。骨系統疾患については、これまでに（2023年8月15日現在）、Ikegawa型頭蓋・管状骨異形成症、Ikegawa型大理石骨病など35疾患で、33の新規疾患遺伝子を発見。common diseaseについては、後縦靭帯骨化症、思春期特発性側湾症など5疾患の全ゲノム相関解析（GWAS）を世界で初めて成功させている。
- Okawa A, et al. (1998). “Mutation in Npps in  a mouse model of ossification of the posterior longitudinal ligament of the spine”. Nature Genetics 19 (3):  271-273. PMID 9662402.

- Kizawa H, et al. (2005). “An aspartic acid repeat polymorphism in asporin negatively affects chondrogenesis and increases susceptibility to osteoarthritis.”. Nature Genetics 37 (2):  138-144. PMID 15640800.
- Hiraoka S, et al. (2007). “Nucleotide-sugar transporter SLC35D1 is critical to chondroitin sulfate synthesis in cartilage and skeletal development in mouse and human.”. Nature Medicine 13 (11):  1363-1367. PMID 17952091.
- Miyamoto Y, et al. (2007). “A functional polymorphism in the 5' UTR of GDF5 is associated with susceptibility to osteoarthritis”. Nature Genetics 39 (4):  529-533. PMID 17384641.
- Miyamoto Y, et al. (2008). “Common variants in DVWA on chromosome 3p24.3 are associated with susceptibility to knee osteoarthritis”. Nature Genetics 40 (8):  994-998. PMID 18622395.
- Smits P, et al. (2010). “Lethal skeletal dysplasia in mice and humans lacking the golgin GMAP-210”. New England Journal of Medicine 362 (3):  206-216. PMID 20089971.
- Takahashi Y, et al. (2011). “A genome-wide association study identifies common variants near LBX1 associated with adolescent idiopathic scoliosis.”. Nature Genetics 43 (12):  1237-1240. PMID 22019779.
- Kou I, et al. (2013). “Genetic variants in GPR126 are associated with adolescent idiopathic scoliosis.”. Nature Genetics 45 (6):  676-679. PMID 23666238.
- Nakajima M, et al. (2014). “A genome-wide association study identifies susceptibility loci for ossification of the posterior longitudinal ligament of the spine.”. Nature Genetics 46 (9):  1012-1016. PMID 25064007.
- Guo L, et al. (2021). “Deficiency of TMEM53 causes a previously unknown sclerosing bone disorder by dysregulation of BMP-SMAD signaling.”. Nature Communications 12 (1):  2046. PMID 33824347.
- Boer CG, et al. (2021). “Deciphering osteoarthritis genetics across 826,690 individuals from 9 populations.”. Cell 184(18):  4784-4818. PMID 34822786.

## 受賞歴
- 2012年　OARSI（OsteoArthritis Research Society International: 国際変形性関節症学会）Basic Science Award
- 2012年　日本人類遺伝学会　学会賞
- 2020年　保健文化賞